# Pakuranga
Pakuranga est un faubourg d'Auckland en Nouvelle-Zélande situé à 15 km au sud-est du centre d'affaires de la ville.

## Situation

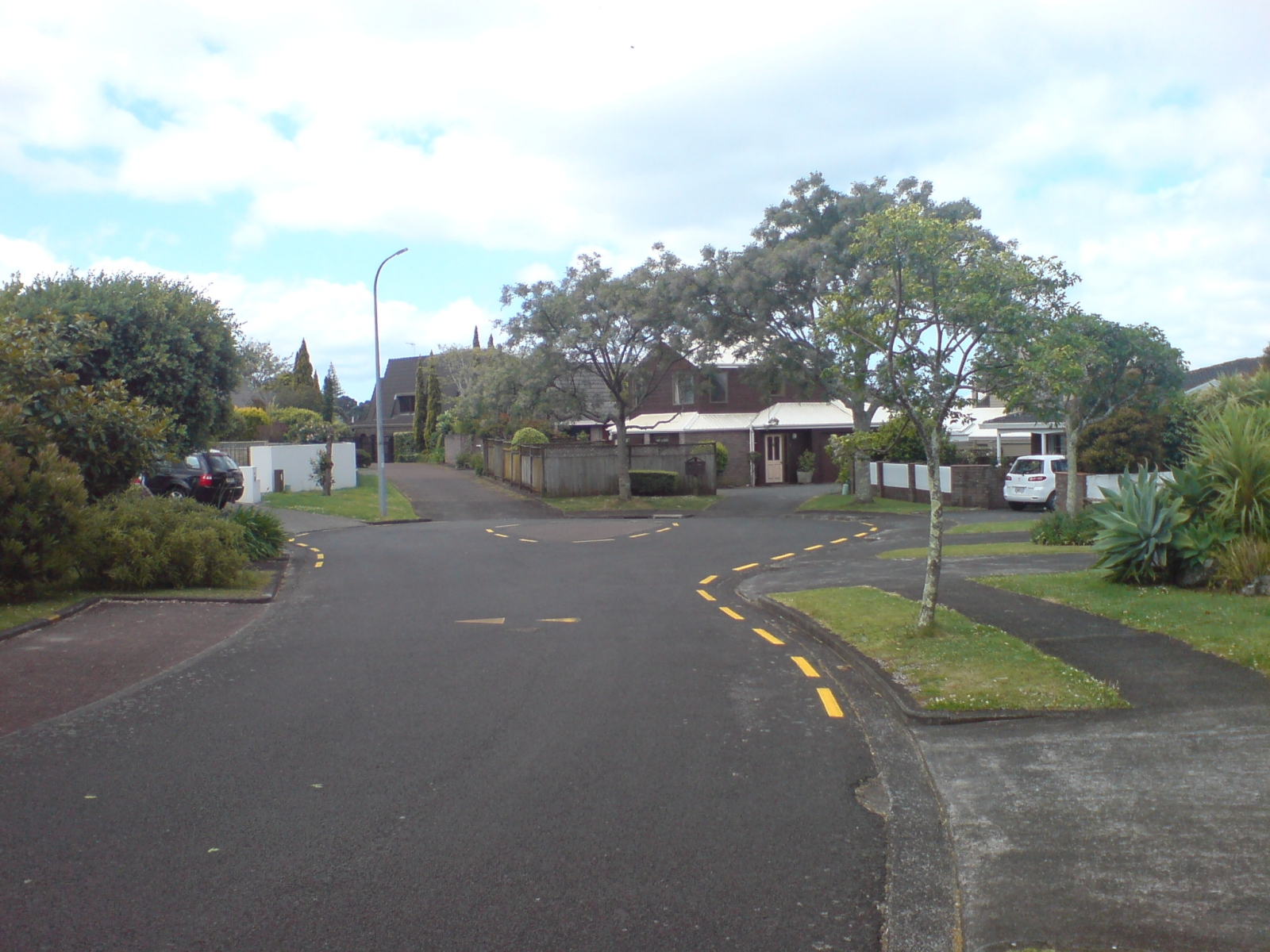
Un cul-de-sac calme loin de la route principale, qui domine Pakuranga

La ville de Pakuranga couvre une série de petites crêtes et de méplats humides, qui sont maintenant drainés et siège entre la «crique de Pakuranga» et le fleuve Tamaki, qui sont deux bras de l’estuaires du Golfe de Hauraki.
Elle est localisée au nord de la ville de Manukau et à 15 kilomètres au  sud-est du centre d'affaires de la ville d’Auckland.

## Toponymie
Le nom de la banlieue en langage Maori signifie la  «bataille de lever de soleil» ou «bataille des raies de soleil».
Ce nom particulier est le résultat d’une légende à propos de la bataille entre les créatures mythiques nocturnes.
La bataille fit rage fièrement jusqu’à ce que le prêtre Maori provoque la montée initiale du soleil, que l’on souhaitait.
Attrapé par surprise dans les raies du soleil, les montres périrent au lever du jour. Les dieux Mataaho et Rūaumoko, après avoir entendu parler de cette bataille, créent dans leur rage le champ volcanique d'Auckland,.

## Histoire

### Histoire maorie
La banlieue de Pakuranga avait elle même une population Maori très faible dans les jours anciens du fait du caractère marécageuse de la plupart des terres émergées.
Trois pa proéminents siégeaient, l’un à Pigeon Mountain (en) et  deux Pa à lagon de Panmure sur une colline, à l’intersection du fleuve Tamaki et des avancées dans les terres de «Panmure Basin».
Durant les attaques des Ngapuhi au cours de la guerre des Mousquets à la fin de septembre 1820, la plus grande partie de la population fut tuée, mangée ou faite prisonnière ou refoulée vers le sud en direction de la région du Waikato.

### Colonisation Européenne
Dans le premier temps de l’arrivée des Européens, la région était habitée de façon très parsemée  avec des fermes laitières entre le centre-ville de Panmure et celui de la localité d’Howick.
Dans les années 1920  et 1930, elle était desservie par des bus, qui allaient jusqu’à Bucklands Beach, connue comme le "shiek".
En 1930, une route en béton fut construite entre ces centres-villes , améliorant les temps de transport pour les gens, mais aussi surtout pour le lait.
Bien qu’un pont en acier articulé au dessus du fleuve Tamaki  ait été érigé allant vers la ville de Panmure dès les années 1866 , ce ne fut seulement qu’à la  construction d’une structure plus solide passant au travers du fleuve Tamaki  en 1950 et coïncidant avec la demande pour plus de terre permettant de s’installer  et surtout le niveau croissant du nombre de voitures personnelles, que la localité de Pakuranga devint une banlieue suburbaine significative.
Jusque dans les années 1950, Pakuranga était une zone encore agricole. Il se développe comme banlieue avec des maisons typiques de la petite classe moyenne dans les années 1960. En 1979, une étude révèle que 93 % des foyers étaient propriétaires de leur maison, et que 58 % n'utilisaient jamais l'autobus.
En fait, dans les années 1970, elle fut considérée comme la banlieue typique de la classe moyenne de Nouvelle-Zélande, surnommée la «Vim Valley», d'après une femme d’intérieur typique de Pakuranga que fut qualifié de fameuse dans le cadre de l’‘annonce d'un produit de netoyage lors d'une publicité ‘.
De nombreuses maisons de style Américain des années 1950 et 1960  sont toujours notables mais beaucoup des premiers chemins de la banlieue reste à proximité de paysages inchangés.
Depuis les années 1970, la banlieue de Pakuranga s’est trouvée entourée et engloutie  par le  développement suburbain à une plus large échelle mais avec moins de mérite du point de vue architectural.
L’importance du trafic passant à travers ou venant de ces banlieues vers le centre d’Auckland est largement canalisé par les routes de  Pakuranga, ce qui a dégradé aussi quelque peu l’aspect de la région.
Malgré cela, aujourd’hui, Pakuranga reste une banlieue attractive avec quelques industries légères, centrées sur le centre commercial de la ville nommé: « Pakuranga 1965 », le second construit en Nouvelle-Zélande, connu maintenant sous le nom du «The Plaza» et incorporant le magasin de la marque: le Farmers (en) et le “George Court (départment stores) .
Le centre commercial, lui même a été transformé à plusieurs reprises depuis  son ouverture pour la première fois et ne garde que peu de choses du style des années 1960.
Le Te Tuhi Centre for the Arts (en) est aussi localisé à proximité.

## Éducation
Il n’y avait pas d’école dans le secteur avant 1960, aussi les enfants devaient aller à pied ou se déplacer à cheval vers la vieille école de Howick, qui était localisée de l’autre coté des magasins de  Highland Park .
L’école fut déplacée  vers le vieux village  s’étendant dans ‘Bells Rd’ à ‘Pakuranga’.
- Le collège de collège  de Pakuranga (en) fut construit sur une zone faiblement marécageuse siégeant sur une pièce de terre au sud du cône du vilcan: Pigeon Mont (en).

Il ouvrit en mai 1961 avec un effectif de 428 élèves.
- ‘Edgewater College’ fut construit sur une zone basse, marécageuse, connue comme Fletcher's Bog, près du fleuve Tamaki.

Il ouvrit en 1968.
- Les écoles de Pakuranga comprennent aussi l’école privée constituée par le collège Saint kentigern (en).